# Невидимі монстри
Неви́димі мо́нстри (англ. Invisible Monsters) — роман Чака Поланіка, вперше опублікований у 1999 році.
Це його третій опублікований твір, хоча в порядку написання був другим (після неопублікованого Безсоння). Роман мав бути першим надрукованим твором Поланіка, та видавець відмовив, мотивуючи це занадто сильною нервовістю твору. Після успіху Бійцівського Клубу, Невидимі монстри отримали другий шанс, і перероблена їх версія була надрукована.
Дія зосереджена на трьох головних героях, які подорожують Північною Америкою. Це книга, в якій немає змісту. Оповідання перестрибує з одного часу в інший, а справжні імена, які змінюються протягом роману, розкриваються тільки в кінці.

## Сюжет
Шаннон Макфарленд — колишня фотомодель, кар'єра якої була вмить перекреслена пострілом з гвинтівки, який знівечив їй пів обличчя. Тепер вона невидимка — людина, яка приховує своє обличчя за вуаллю. Разом із своїм колишнім хлопцем Манусом і красунею-подругою Бренді головна героїня займається шахрайством, завдяки якому завжди має доступ до різних наркотиків і знеболюючих. Життя котиться вниз, але ще не час з ним прощатися, адже Шаннон повинна помститися всім, через кого вона страждає.

## Головні герої
- Шеннон Макфарленд (англ. Shannon McFarland) — оповідачка, колишня фотомодель, яка залишилась без нижньої частини обличчя і здатності розмовляти в результаті пострілу з гвинтівки в щелепу[1].
- Бренді Александр (вона ж Шейн Макфарленд) (англ. Brandy Alexander / Shane McFarland) — «Її величність», втілення самої моди, зустріла Шеннон, коли та перебувала в лікарні, допомагає їй почати нове життя; до операції була братом Шеннон, якого батьки вигнали з дому, вважаючи гомосексуалом.
- Манус Келлі (англ. Manus Kelley) — колишній поліцейський і екс-хлопець Шеннон, який, будучи працівником поліції і розслідуючи справу про вибух балончика з лаком для волосся, зґвалтував і заразив венеричною хворобою потерпілого Шейна Макфарленда.
- Евелін Коттрелл (англ. Evelyn «Evie» Cottrell) — фотомодель, найкраща подруга Шеннон, до операції зі зміни статі — гомосексуал Еван Котрелл.
- Сестри Рей (англ. The Rhea Sisters) — три трансвестити, які називають себе сестрами Софондою, Кітті і Вів'єн; надавали допомогу Шейну після того, як його вигнали з дому; згодом подзвонили його батькам і сказали, що той помер від СНІДу; саме сестри Рей подали Шейну думку стати Бренді Александр і оплатили операцію.